# Alain Kazinierakis
Alain Kazinierakis est un photographe belge né le 30 janvier 1962 à Ougrée (Belgique).

## Biographie
Alain Kazinierakis travaille depuis 1993 sur les Touaregs dont il a suivi le quotidien en Algérie, au Mali, au Burkina Faso, au Niger.
Alain a travaillé également sur le génocide du Rwanda.

## Prix et récompenses
- 1997, Fondation Spès

## Publications
- Les Blessures du silence, avec l'écrivaine rwandaise Yolande Mukagasana
- Vivre ensemble : un autre regard sur les séropositifs, avec Thierry Martin.

- " La photographie de presse africaine: éléments historiques, déontologiques et juridiques"

```
    textes Félix Acka, Samba Koné, Zio Moussa, Georges Vercheval.
     travail subventionné par le GRET
```